# Kolej Doniecka
Kolej Doniecka (ukr. Донецька залізниця, Donećka zaliznycia) – przedsiębiorstwo regionalne ukraińskich kolei państwowych, obsługujące obwód doniecki i ługański oraz część obwodów: dniepropetrowskiego, zaporoskiego i charkowskiego. W przedsiębiorstwie działają cztery dyrekcje – Debalcewska, Krasnołymańska, Ługańska i Jasynuwacka.
Od 2015 spółka giełdowa.
Siedziba Kolei Donieckiej znajdowała się w Doniecku. Po Rewolucji Godności na Ukrainie i powstaniu tzw. republiki, siedziba kolei została przeniesiona do Łymania. Przedsiębiorstwo obsługuje 13% ogólnej długości linii kolejowych na Ukrainie, wykonując jednakże aż 36% przewozów towarowych Ukrainy.

Kolej Doniecka obejmuje obszar 57 000 km².

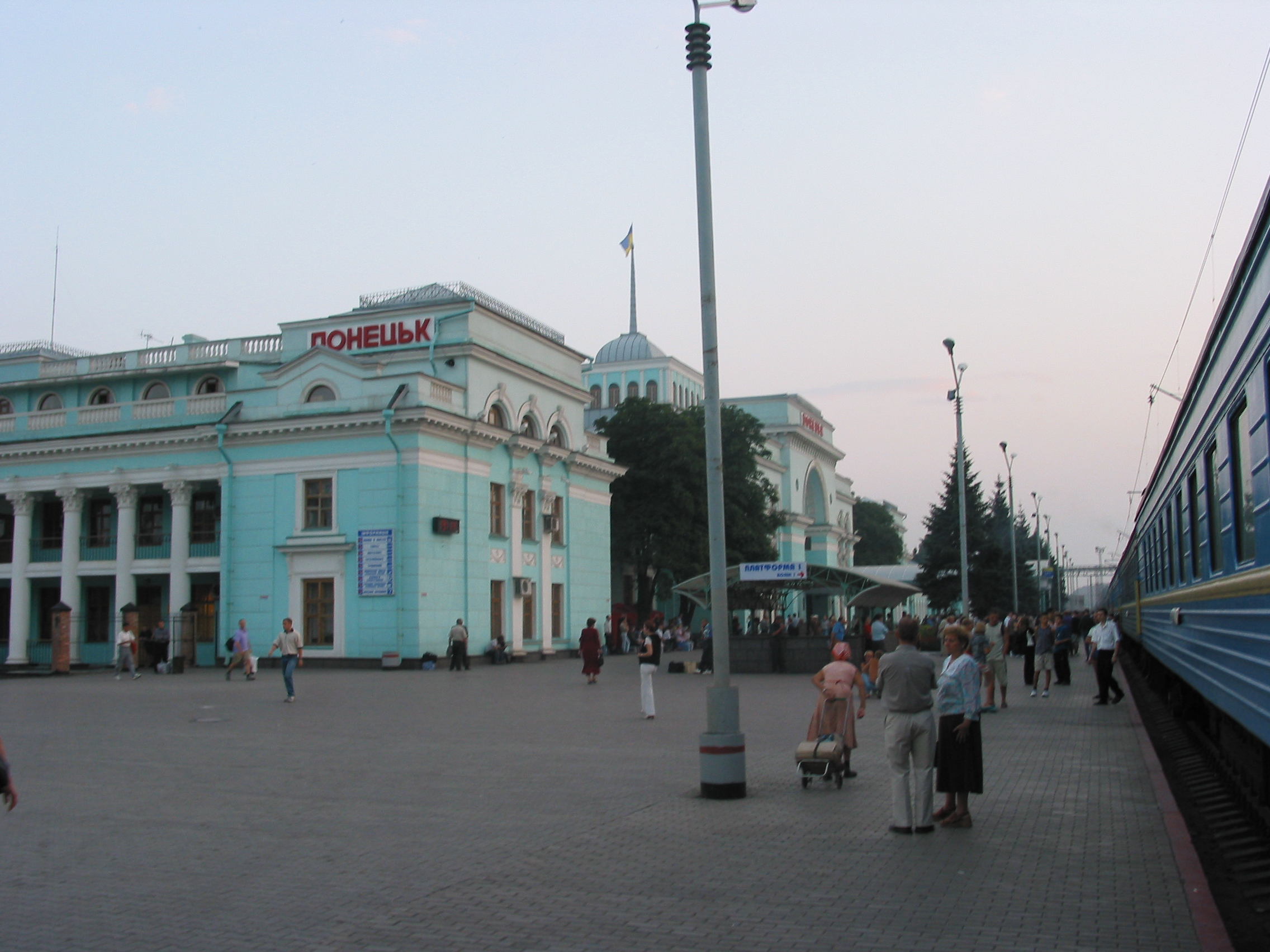
Dworzec kolejowy w Doniecku (2002)
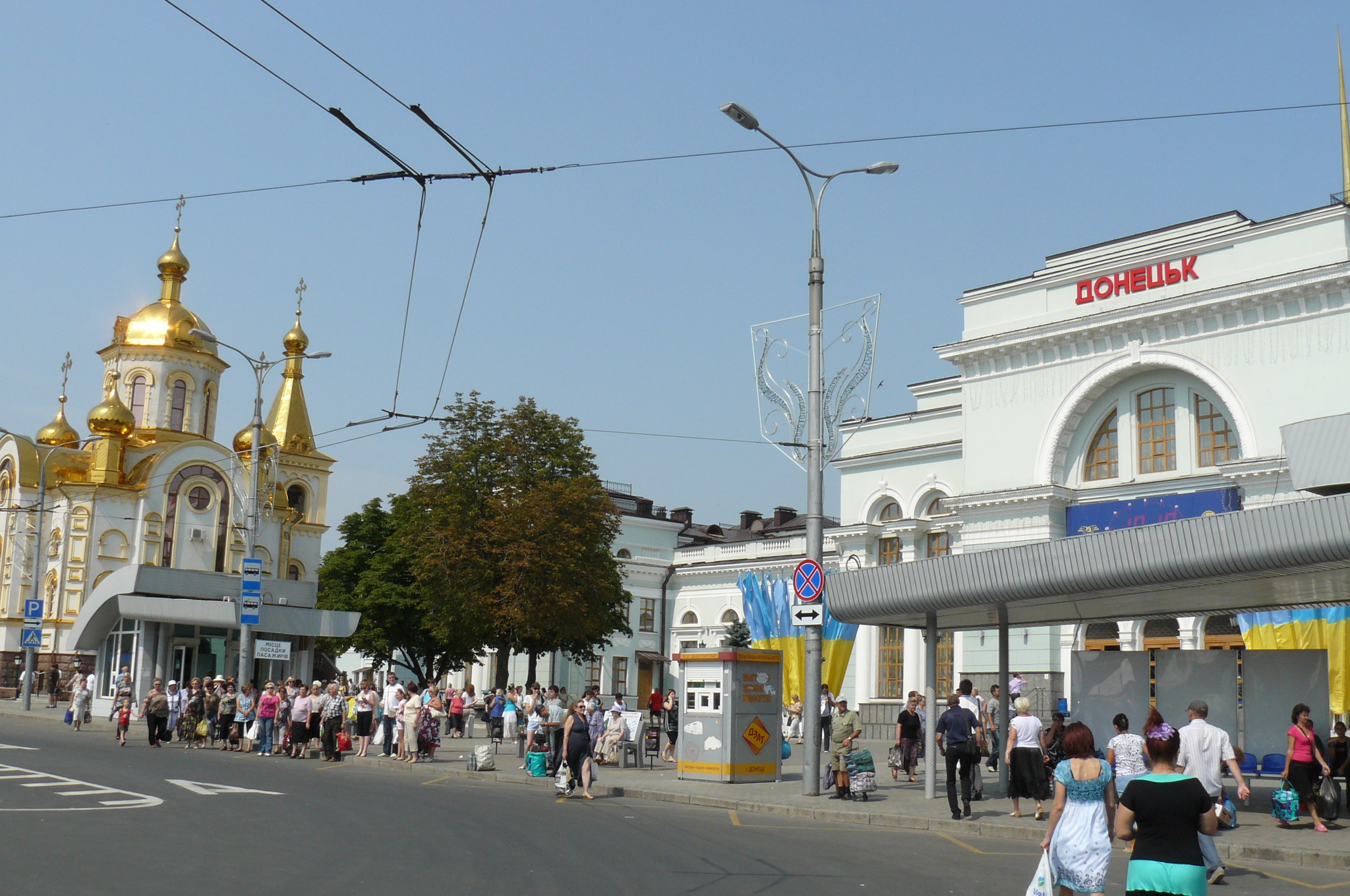
Dworzec kolejowy w Doniecku (2012)
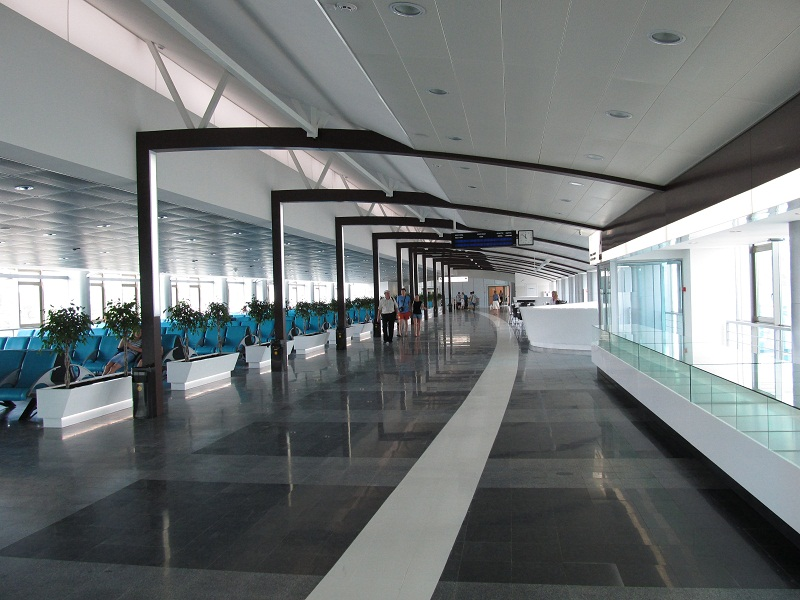
Dworzec kolejowy w Doniecku: przejście z poczekalni na perony (2012)
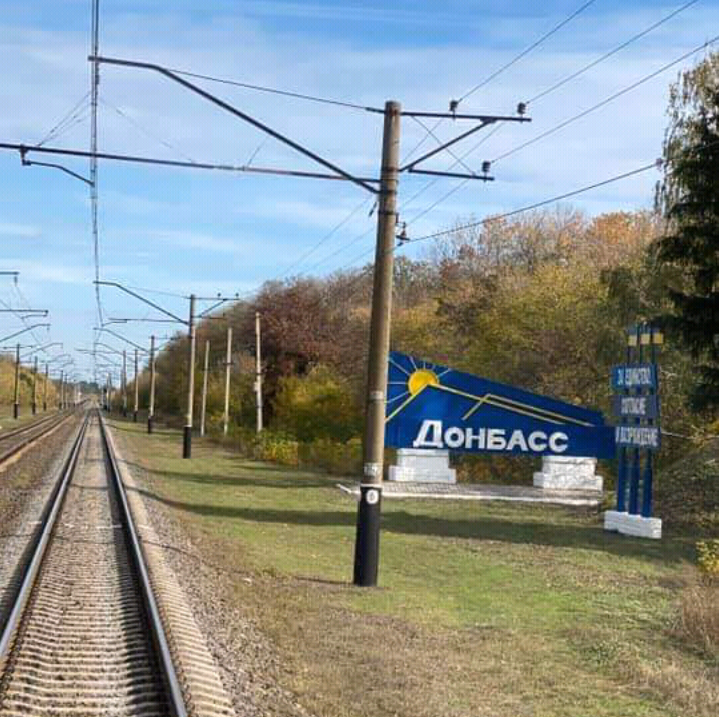
kolej w Doniecku
Mapa linii kolejowych i stacji kolejowych Kolei Donieckiej (2008)